# Rothia lasti
Rothia lasti là một loài bướm đêm trong họ Noctuidae.